# Miranda Barrera
Miranda Barrera Jiménez (5 de marzo de 2002) es una deportista mexicana que compite en natación sincronizada. Ganó una medalla de bronce en el Campeonato Mundial de Natación de 2024, en la prueba dúo técnico mixto.

## Palmarés internacional
| Campeonato Mundial | Campeonato Mundial | Campeonato Mundial | Campeonato Mundial |
| Año                | Lugar              | Medalla            | Prueba             |
| ------------------ | ------------------ | ------------------ | ------------------ |
| 2024               | Doha (Catar)       | Medalla de bronce  | Dúo técnico mixto  |